# Mountain Dew

Logo von Mountain Dew (seit 2025)

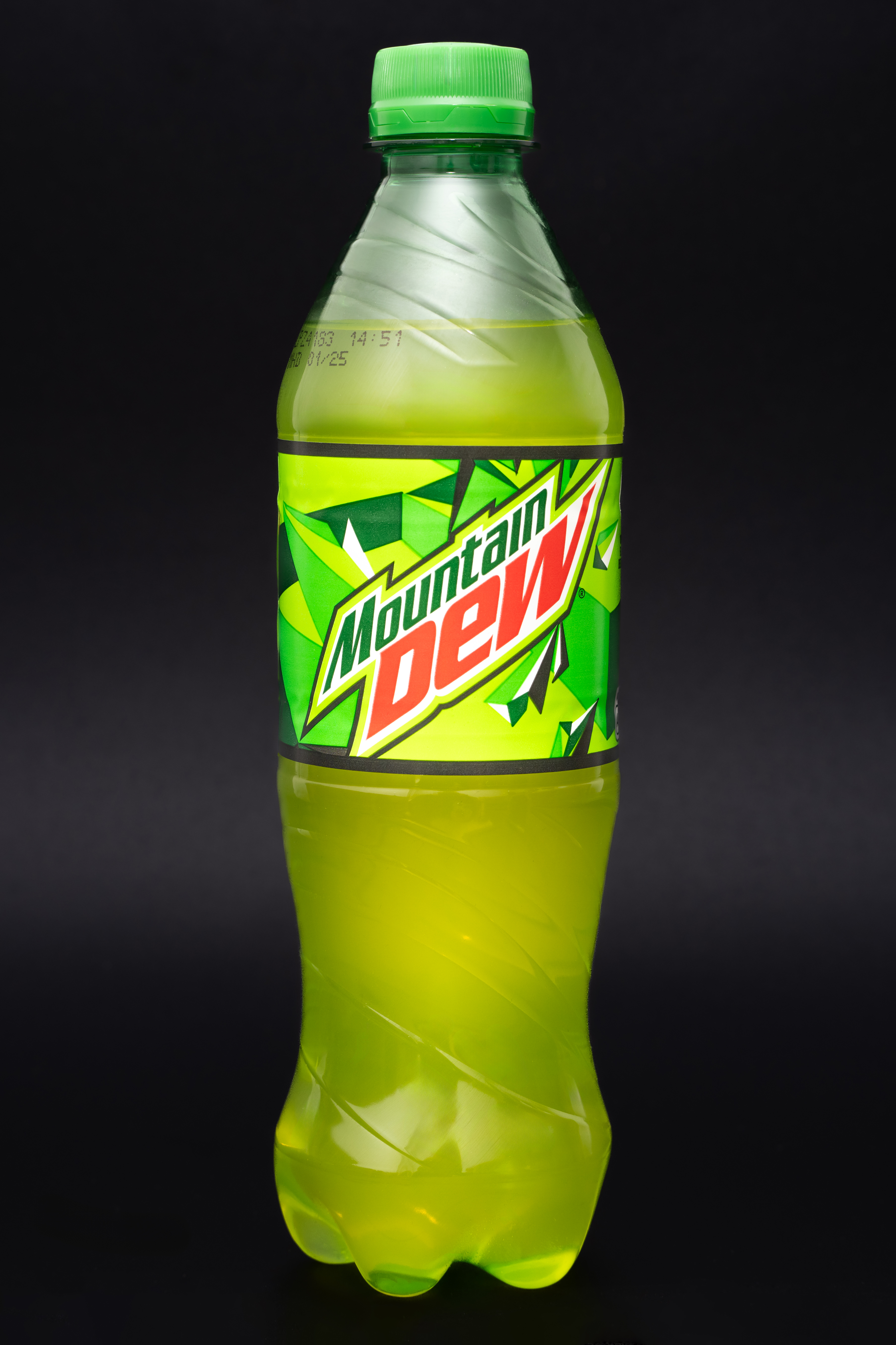
Eine Flasche Mountain Dew

Mountain Dew (engl. „Bergtau“, ursprünglich ein irischer Euphemismus für „schwarzgebrannten Schnaps“, abgekürzt auch: Mtn Dew) ist eine Limonade der PepsiCo. Sie ist in Deutschland in der klassischen Geschmacksrichtung erhältlich. Daneben existieren in den USA noch weitere Geschmacksrichtungen und zuckerfreie Light-Varianten (diet), die zum Teil saisonal nur für kurze Zeit verfügbar sind.
Mountain Dew hat einen relativ hohen Anteil an Koffein (ca. 54 mg pro Dose, also 155 mg/l) und an Zucker mit 122 g pro Liter. Pepsi-Cola enthält dagegen ca. 100 mg Koffein bzw. 110 g Zucker pro Liter.
Im Vereinigten Königreich war Mountain Dew mit abgewandelter Rezeptur Anfang der 1990er Jahre erhältlich, wurde jedoch von Pepsi UK wieder vom Markt genommen. Die Begründung lautete, dass die Verkaufszahlen zu gering gewesen seien. Das gelegentlich verbreitete Gerücht, der Konsum von Mountain Dew sei wegen des hohen Koffeingehalts im Vereinigten Königreich verboten, ist unzutreffend. Mitte 2010 wurde das Getränk als Mountain Dew Energy mit einer großen Marketingkampagne wieder auf den britischen Markt gebracht – zunächst in 0,5-Liter-Flaschen. Anfang 2011 wurde das Sortiment mit 440-ml-Dosen und 1-Liter-Flaschen erweitert.

## Geschmacksrichtungen

### Deutschland
- Auf dem deutschen Markt gehört das klassische Mountain Dew (0,5-Liter-PET-Flaschen oder in 330-ml-Dosen) zum Sortiment der meisten größeren Handelsketten und Tankstellen. Weiterhin wird Mountain Dew sowohl zuckerfrei als auch klassisch in Form von Sirup als Teil einer Produktreihe von PepsiCo und Sodastream  im Konzentrationsverhältnis 1:19 vertrieben.[4]

### Spanien
- Mountain Dew Electric Citrus (reguläre Sorte)

### Polen, Tschechien und Moldau
- Mountain Dew (in Supermärkten und auf Märkten in verschiedenen Größen, von der Dose bis zur 2-Liter-Flasche, teilw. 2,5 Liter).

Außerdem wird in Polen ein Energydrink mit dem Namen Adrenaline (powered by Mountain Dew) angeboten. Er enthält Taurin und Koffein. Die unverbindliche Preisempfehlung für eine 250-ml-Dose beträgt 2,99 Złoty (ca. 75 Cent).

### Dänemark, Norwegen, Schweden und Niederlande
- Mountain Dew (Schweden und Norwegen)
- Mountain Dew Citrus Blast (Dänemark und Niederlande) (reguläre Sorte)
- Mountain Dew Game Fuel (Dänemark und Niederlande) (Zitrone und Kirsche)
- Mountain Dew Game Blast (Norwegen und Schweden) (Zitrone und Kirsche, geschmacklich identisch mit Game Fuel)

### Thailand

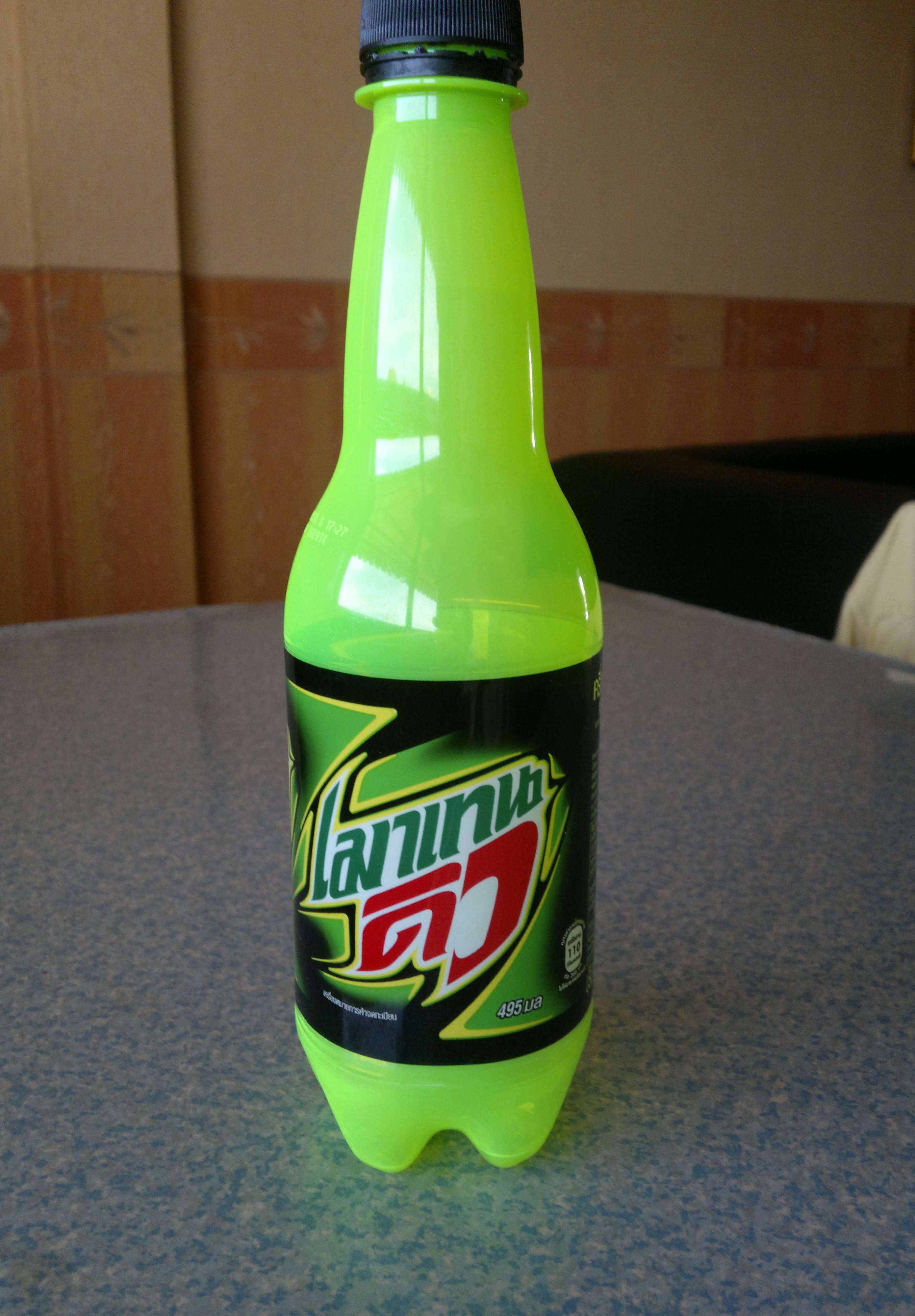
Etikett auf Thailändisch

Auf dem thailändischen Markt wird nur das klassische Mountain Dew angeboten. Das Getränk ist in vielen Läden erhältlich, u. a. auch im 7/eleven und FamilyMart. Das Etikett in Thailand ist zweisprachig: Es enthält die Transkription der Handelsbezeichnung ins Thailändische und den bekannten Schriftzug der US-Version. Die Abfüllung erfolgt in PET-Flaschen, die 495 ml fassen und aus einem fluoreszierenden Kunststoff bestehen. Dies hat dazu geführt, dass leere Mountain-Dew-Flaschen gelegentlich an Fahrzeugen befestigt werden, um deren Erkennbarkeit im Dunkeln zu verbessern. Außerdem gibt es saisonweise andere Sorten wie Live Wire oder Pitch Black.

### Malaysia und Pakistan
In Malaysia und Pakistan gibt es außer dem klassischen Mountain Dew zusätzlich die Sorten
- Pitch Black
- Live Wire
- Blue Shock

Blue Shock ist nur in diesen Ländern erhältlich.

### Neuseeland
In Neuseeland gibt es außer dem klassischen Mountain Dew die Sorten
- Code Red
- Live Wire
- ElectroShock
- White Out
- Passionfruit Frenzy

Die Sorte Electro Shock ist allerdings identisch mit Voltage, nur mit einem anderen Namen. Passionfruit Frenzy gibt es nur in Neuseeland.

### USA
- Diet Mountain Dew
- Caffeine Free Mountain Dew (koffeinfrei)
- Diet Caffeine Free Mountain Dew (koffeinfrei, zuckerfrei)
- Diet Mountain Dew Code Red (Kirschgeschmack, koffeinfrei, zuckerfrei)
- Mountain Dew White Out (Zitronengeschmack)
- Mountain Dew Voltage (Himbeer-, Zitronen- und Ginsenggeschmack)
- Mountain Dew Throwback (Rohrzucker – Natural Sugar)
- Mountain Dew LiveWire (Orangengeschmack, im Sommer 2003 als limitierte Auflage, seit Sommer 2004 in das Sortiment aufgenommen)
- Mountain Dew Baja Blast (Limonengeschmack, exklusiv bei Taco Bell seit Sommer 2004, seit 2015 auch in Dosen im regulären Sortiment)
- Mountain Dew Pitch Black (Geschmack nach schwarzer Weintraube, limitierte Auflage zu Halloween 2004 und 2011. Seit 2016 wieder erhältlich.)
- Mountain Dew Pitch Black II (Geschmack saurer schwarzer Weintraube, limitierte Auflage zu Halloween 2005)
- Unter dem Namen DewMocracy wurden 2007 und 2011 in den USA drei Geschmacksrichtungen von Mountain-Dew-Trinkern entworfen und letztendlich veröffentlicht. 2007 wurde die Sorte Voltage (Himbeer-Zitrus-Geschmack) als das beste Getränk gewählt. Die beiden anderen Geschmacksrichtungen, die zur Auswahl standen, SuperNova (Erdbeer-Melonen-Geschmack) und Revolution (Waldbeeren-Geschmack), wurden, getreu dem Voting, aus dem Sortiment genommen. 2011 gewann die Sorte White Out und die anderen Sorten waren Typhoon und Distortion.
- Mountain Dew GAME FUEL (jährlich wechselnde Sondereditionen zur Promotion von verschiedenen Videospielen)
- Mountain Dew Frost Bite (seit 23. März 2020 bei Walmart erhältlich)
- Mountain Dew Maui Burst (mit Ananas-Geschmack)
- Mountain Dew VooDew (limitierte Auflage zu Halloween 2020)
- Mountain Dew Major Melon (2021)
- Mountain Dew Gingerbread Snap‘d (limitierte Auflage 2021/2022)
- Mountain Dew Purple Thunder (seit April 2022)

## Inhaltsstoffe
Die Zusammensetzung von amerikanischem Mountain Dew unterscheidet sich deutlich von dem aus europäischer Abfüllung. US-Mountain Dew enthält ausschließlich natürliche Aromen sowie Orangensaftkonzentrat, jedoch auch die gesundheitlich bedenklichen Lebensmittelzusatzstoffe Natriumbenzoat, bromiertes Pflanzenöl und E 102. Europäisches Mountain Dew hingegen ist rein künstlich aromatisiert, enthält jedoch ausschließlich als gesundheitlich unbedenklich geltende Lebensmittelzusatzstoffe.

### Inhaltsstoffe der US-amerikanischen Abfüllung
Mit Kohlensäure versetztes Wasser, Glucose-Fructose-Sirup, Orangensaftkonzentrat, Citronensäure (Säuerungsmittel), natürliches Aroma, Natriumbenzoat (Konservierungsstoff), Koffein, Natriumcitrat (Säureregulator), Isoascorbinsäure (Antioxidationsmittel), Gummi arabicum (Stabilisator), Calciumdinatrium-EDTA (Stabilisator), bromiertes Pflanzenöl (Emulgator), Tartrazin (Farbstoff).

### Inhaltsstoffe der europäischen Abfüllung
Mit Kohlensäure versetztes Wasser, Zucker, Citronensäure, Ascorbinsäure (Antioxidationsmittel), Aroma, Kaliumsorbat (Konservierungsstoff), Koffein, Gummi arabicum, modifizierte Stärke, Beta-Carotin (Farbstoff).

## Verpackung
In Deutschland ist Mountain Dew in der 0,5-Liter-Plastik-Variante und in Dosen (330 ml) erhältlich. In den Vereinigten Staaten gibt es Mountain Dew in verschiedenen Ausführungen:
- Metalldose (355 ml)
- 2-Liter-Flasche
- Plastikflaschen (591 ml)

In anderen Ländern gibt es unterschiedliche Ausführungen, beispielsweise 1-Liter-Flaschen, 1,5-Liter-Flaschen und viele weitere.
Des Weiteren gibt es in unregelmäßigen Abständen auf der Rückseite der US-Metalldose Werbung bzw. Coupons für Freizeitparks und Veranstaltungen. Die Coupons sind in einem begrenzten Zeitraum gültig.

## Marketing
Der Slogan von Mountain Dew ist „Do the Dew“ (umgangssprachlich: „Trink das Dew“), mit dem Pepsi das Getränk bewirbt. Das Zielpublikum von Mountain Dew sind 12- bis 30-Jährige. Mit dem Getränk wird versucht, eine Verbindung zu Extremsportarten und der Videospiel-Kultur herzustellen. Erste Kampagnen zum Wecken des Interesses der Videospiel-Kultur gab es bereits durch das Getränk Game Fuel. Des Weiteren bewarb man bereits von 2004 bis 2005 das Getränk im amerikanischen Habbo Hotel, woraufhin die Popularität von Mountain Dew rapide stieg. 2004 lizenzierte PepsiCo die Figuren Spion und Spion für eine Reihe von Fernsehspots. Vormals warb der Schauspieler Steven Seagal für Mountain Dew. Seit 2007 wirbt Chuck Norris für Mountain Dew, die Spots basieren auf den im Internet populären Chuck Norris Facts. Seit 2008 wirbt Pepsi mit Mountain Dew und AMP Energy by Mountain Dew auf dem #88 Chevrolet Impala SS von Dale Earnhardt junior im NASCAR Sprint Cup im Rahmen eines Sponsor-Vertrages. Es werden zu Werbezwecken limitierte Versionen Mountain Dew Game Fuel veröffentlicht, jeweils mit dem Logo eines Videospiels im Design. Es existieren auch entsprechende Werbespots für das amerikanische Fernsehen.
Im Film Transformers wurde die Marke Mountain Dew werbewirksam platziert.
Werbepartner
- Dave Annable
- Jackie Chan
- Chuck Norris
- Steven Seagal
- Channing Tatum
- Dale Earnhardt junior (Werbespots für AMP Energy)
- Lil Wayne

## Trivia
- In der Simpsons-Folge Das große Geldabzocken tritt Mountain Dew in Erscheinung, als Homer vor Gericht versucht, sich mit Chloroform zu betäuben, bis er feststellt, dass sein Chloroform eine Flasche Mountain Dew ist.
- Im englischen Original der Simpsons-Folge The City of New York vs. Homer Simpson steht Homer an einem Essensstand vor dem World Trade Center vor der Wahl zwischen Mountain Dew und Krabbensaft. Homer bezeichnet diese Auswahl als entsetzlich und nimmt den Krabbensaft.
- In der South-Park-Folge I Should Have Never Gone Ziplining verursacht Mountain Dew in Eric Cartmans mit uralten Nahrungsmitteln angefülltem Verdauungstrakt eine Art Verpuffung und führt zu Inkontinenz.
- In dem Film Zombieland: beschreibt Columbus seinen Alltag als eine Kombination aus World of Warcraft, Pizzaschachteltürmen und Code Red Mountain Dew.
- In dem englischen Original einer The-Big-Bang-Theory-Folge verwechselt Leonard Sheldons Mountain Dew mit einer Chemikalie. Dargestellt wird das normale Mountain Dew, erkennbar an der gelben Farbe.
- Das ehemals fiktive Getränk Tantrum aus der Serie How I Met Your Mother, basiert auf Mountain Dew. Es wird jedoch inzwischen in Deutschland in den Geschmacksrichtungen Lemongras und Bloodorange vertrieben.
- In einem Gerichtsstreit argumentierten die Anwälte von Pepsi, dass eine Maus, die im Produktionsprozess in das Getränk geraten würde, bis zum Verzehr aufgelöst sein würde.[7]
- Als Mountain Dew Mouth wird im amerikanischen Sprachraum ein beschädigtes Gebiss bezeichnet. Der hohe Zuckergehalt wird dafür verantwortlich gemacht. Dies wird z. B. in Damon Gameaus Dokumentation Voll verzuckert thematisiert.
- Die Marke Mountain Dew bzw. einzelne Produkte derselben, häufig Diet Mountain Dew oder Mountain Dew Kickstart (z. B. Payback 2014), sind Sponsor und Werbepartner der WWE. So steht beispielsweise den Kommentatoren bei allen Veranstaltungen ausschließlich Mountain Dew als Erfrischung zur Verfügung.
- Lana Del Rey schrieb einen Song mit dem Titel Diet Mountain Dew.
- Dat Adam veröffentlichte einen Song names HENNESSYxMTNDEW („Hennessy und Mountain Dew“).
- Sierra Kidd veröffentlichte einen Song namens Mountain Dew Code Red.
- Im Buch und gleichnamigen Musical Be More Chill spielt Mountain Dew Red eine wichtige Rolle als Deaktivator des „Squips“.
- Im Online-Shooter Overwatch von Blizzard trinkt die Heldin D.va bevorzugt Mountain Dew.
- Als Elon Musk auf einer Wahlkampfbühne Donald Trumps ekstatisch auf und ab sprang, kommentierte Jimmy Fallon: "Deshalb gibt man Kindern kein Mountain Dew."[8]